# 1-й минно-торпедный авиационный полк ВВС Балтийского флота
1-й минно-торпедный авиационный полк ВВС Балтийского флота — формирование (воинская часть, полк) сил флота Вооружённых сил СССР в Великой Отечественной войне.

## История
Полк сформирован в апреле 1938 года на базе 27-й отдельной авиаэскадрильи Балтийского флота. Принимал участие в Зимней войне. 3-я эскадрилья полка «за образцовое выполнение боевых заданий командования на фронте борьбы с финской белогвардейщиной и проявленные при этом доблесть и мужество» награждена орденом Красного Знамени.
В составе действующей армии во время ВОВ c 22 июня 1941 по 18 января 1942 года.
На вооружении полка находились 61 единица ДБ-3. На 22 июня 1941 года полк базируется под Ленинградом, 1-я и 2-я эскадрильи базировались в Копорье, 3-я и 4-я — на аэродроме Беззаботное, 5-я эскадрилья в Клопицах.
24 июня 1941 года поднят в воздух в составе 36 бомбардировщиков для уничтожения морского десанта, обнаруженного в двадцати милях севернее Либавы. Однако десант обнаружить не удалось и самолёты нанесли удар по запасной цели — порту Мемель. До конца июня 1941 года полк был задействован против Финляндии: наносит бомбардировочные удары по аэродромам, бомбит пушечный завод в Турку, ставит ночью с воздуха мины на подходах к морским базам Хельсинки, Котка и Турку. За первые восемь дней войны потерял только три самолёта.
30 июня 1941 года участвует в печально известном налёте на переправы немецких войск через Западную Двину в районе Даугавпилса. В 11-07 4 эскадрильи в количестве 32 самолётов начали взлёт с аэродромов, к 14-20 первые самолёты из состава полка подошли к цели. По отчётам полка на переправы были сброшены  30 ФАБ-100 и 269 ФАБ-50, было уничтожено 50 единиц бронетехники и около 200 автомашин. Полк потерял при вылете от зенитной артиллерии и действий JG54 13 самолётов сбитыми и более 10 повреждёнными, а также 10 экипажей. К концу дня в полку оставался только 21 исправный ДБ-3.
В течение июля 1941 года полк действует в основном в интересах Северо-Западного фронта, нанося бомбовые удары по войскам противника в районе Луги, Осьмино, Кингисеппа, Гдова, озера Самро, Пскова, Порхова, Дно, Таллина.
13 июля 1941 года в Рижском заливе нанёс удар по конвою противника в составе сорока кораблей, идущих с войсками, вооружением и боеприпасами из Либавы в Ригу. По отчётам шесть транспортов были потоплены и четыре повреждены. По немецким данным был потоплен мотобот "Deutschland", повреждения получили 6 судов. Потери экипажей составили 4 убитых и 4 тяжелораненых, а также 11 легкораненых.
В июле же опять предпринимал попытки бомбардировки порта Мемель.
В начале августа 1941 года полк, пополненный торпедоносцами Ил-4Т, перелетел на остров Сааремаа, и в ночь на 8 августа 1941 года первым среди всех формирований Красной армии и флота наносит бомбовый удар по Берлину. Налёты на Берлин продолжаются в течение августа 1941 года (8 налётов и 86 вылетов), потеряно 18 самолётов и 7 экипажей. В августе же полку из 57-го бомбардировочного полка были переданы оставшиеся 26 ДБ-3.
С сентября 1941 года действует на подступах к Ленинграду, наносит удары по Луге, Пскову, Кингисеппу. В октябре — декабре 1941 года действует на Тихвинском направлении, в районах Кириши, Будогощь, Любань, Малая Вишера. До конца декабря 1941 года полк совершил  1520 боевых вылетов, потеряв при этом 77 самолётов.
В январе 1942 года базируется в районе станции Пестово. Далее использовался аэродром Борки на Ораниенбаумском плацдарме, где ныне находится мемориал погибшим над морем лётчикам полка.
18 января 1942 года Приказом Наркома ВМФ № 10 за мужество и героизм, проявленные в боях с врагом награждён почётным званием Гвардейский и преобразован в 1-й гвардейский минно-торпедный авиационный полк ВВС Балтийского флота.

## Состав
- штаб
- 1-я эскадрилья
- 2-я эскадрилья
- 3-я эскадрилья
- 4-я эскадрилья
- 5-я эскадрилья
- формирования обеспечения

## В составе
| Дата            | Флот            | Армия | Корпус | Дивизия (бригада)                                              | Примечания |
| --------------- | --------------- | ----- | ------ | -------------------------------------------------------------- | ---------- |
| 22.06.1941 года | Балтийский флот | -     | -      | 8-я бомбардировочная авиационная бригада ВВС Балтийского флота | -          |
| 01.07.1941 года | Балтийский флот | -     | -      | 8-я бомбардировочная авиационная бригада ВВС Балтийского флота | -          |
| 10.07.1941 года | Балтийский флот | -     | -      | 8-я бомбардировочная авиационная бригада ВВС Балтийского флота | -          |
| 01.08.1941 года | Балтийский флот | -     | -      | 8-я бомбардировочная авиационная бригада ВВС Балтийского флота | -          |
| 01.09.1941 года | Балтийский флот | -     | -      | 8-я бомбардировочная авиационная бригада ВВС Балтийского флота | -          |
| 01.10.1941 года | Балтийский флот | -     | -      | 8-я бомбардировочная авиационная бригада ВВС Балтийского флота | -          |
| 01.11.1941 года | Балтийский флот | -     | -      | 8-я бомбардировочная авиационная бригада ВВС Балтийского флота | -          |
| 01.12.1941 года | Балтийский флот | -     | -      | 8-я бомбардировочная авиационная бригада ВВС Балтийского флота | -          |
| 01.01.1942 года | Балтийский флот | -     | -      | 8-я бомбардировочная авиационная бригада ВВС Балтийского флота | -          |

## Командиры
- майор Преображенский, Евгений Николаевич  с 02.1938 по 11.1938
- майор Воробьёв В.П. с 11.1938  по 12.1939
- майор Бидзинашвили, Шио Бидзинович  с 01.1940 по 20.08.1940 (снят с должности)[2]
- майор Токарев, Николай Александрович с 20.08.1940 — 19.03.1941 (снят с должности)
- майор Абрамов, Николай Викторович 20.03.1941 - 22.07.1941
- Преображенский, Евгений Николаевич, полковник c 22.07.1941 по 18.01.1942

## Отличившиеся воины полка
| Награда                    | Ф. И. О.                           | Должность                     | Звание            | Дата награждения | Примечания |
| -------------------------- | ---------------------------------- | ----------------------------- | ----------------- | ---------------- | --- |
|                            | Гречишников, Василий Алексеевич    | командир эскадрильи           | капитан           | 13.08.1941       | погиб 24.10.1941 в огненном таране у Грузино                                                                                |
|                            | Ефремов, Андрей Яковлевич          | командир эскадрильи           | капитан           | 13.08.1941       | |
| Герой Российской Федерации | Игашов, Пётр Степанович            | лётчик                        | младший лейтенант | 06.07.1995       | 30.06.1941 совершил сначала таран, затем огненный таран у Даугавпилса. Выжил, но, по официальной версии, расстрелян немцами |
| Герой Российской Федерации | Новиков, Василий Логинович         | воздушный стрелок             | краснофлотец      | 06.07.1995       | 30.06.1941 погиб в огненном таране                                                                                          |
| Герой Российской Федерации | Парфёнов, Дмитрий Георгиевич       | штурман                       | лейтенант         | 06.07.1995       | 30.06.1941 погиб в огненном таране                                                                                          |
|                            | Плоткин, Михаил Николаевич         | помощник командира эскадрильи | капитан           | 13.08.1941       | погиб 07.03.1942 |
|                            | Преображенский, Евгений Николаевич | командир полка                | полковник         | 13.08.1941       | |
|                            | Токарев, Николай Александрович     | командир 3-й эскадрильи       | майор             | 21.04.1940       | погиб 30.01.1944 |
| Герой Российской Федерации | Хохлачёв, Александр Митрофанович   | стрелок-радист                | младший лейтенант | 06.07.1995       | 30.06.1941 погиб в огненном таране                                                                                          |
|                            | Хохлов, Пётр Ильич                 | старший штурман полка         | капитан           | 13.08.1941       | |